# Charley (Leicestershire)
Pour l’article homonyme, voir Charley.
Charley est une paroisse civile du Leicestershire, en Angleterre.